# Coro Misto da Universidade de Coimbra
Il Coro Misto dell'università di Coimbra è un coro universitario portoghese fondato nel 1956 e formato da circa 70 elementi.

## La storia
Il coro è stato fondato nel 1956 dal maestro Raposo Marques: è uno dei sette organismi autonomi culturali dell'Associação Académica de Coimbra ed è il coro misto in attività più antico dell'Academia.

## I direttori
Fondato dal professor Raposo Marques, è stato diretto per 25 anni dal maestro Adelino Martins. Dal 1996 è diretto da César Augusto Nogueira. Questi, nato nel 1962 ad Ansião, ha studiato pianoforte e musicologia: lavora come insegnante nel Conservatorio di Coimbra.

## Il repertorio
Il coro presenta un repertorio diversificato, dal Rinascimento fino ai nostri giorni, con una speciale attenzione a compositori portoghesi ed alla tradizione corale portoghese.
Ha eseguito con l'orchestra di Heidelberg i Carmina Burana di Carl Orff.
Nel 2002 ha eseguito con l'orchestra da camera di Coimbra le cantate BWV 4 (Christ Lag in Todesbanden) e BWV 147 (Herz und Mund und Tat und Leben) di Johann Sebastian Bach.
Ha pubblicato due CD: "Miserere" e "Cantar Coimbra" (2004).

## L'attività
Il coro ha effettuato tournée in tutto il Portogallo ed in Europa. Ha partecipato in vari festival e incontri corali, la maggioranza dei quali nel contesto universitario, ed è frequentemente invitato a cerimonie ufficiali dell'università di Coimbra e del Comune.
Dal 1986 organizza l'incontro internazionale di cori universitari (EICU) e fra il 1990 e il 1993 ha promosso un concorso nazionale di composizioni corali.
Nel 1998 ha partecipato ai festeggiamenti per i 700 anni dell'università di Lérida ed alla laurea honoris causa di Perez de Cuellar.
Ha rappresentato il Portogallo nell'incontro di cori organizzato dal centro Euro Biskaia nel dicembre 2001 per festeggiare l'entrata in vigore dell'euro.
Nel 2003 ha partecipato allo spettacolo musicale "O Primeiro Dia" in omaggio alla rivoluzione del 25 aprile del 1974.
Nel 2004 si è esibito ad Ancona durante un raduno di cori universitari, eseguendo per la prima volta in tempi moderni il "Miserere" di Francisco Lopes Lima de Macedo, compositore del XIX secolo originario di Coimbra.